# Malletia truncata
Malletia truncata är en musselart. Malletia truncata ingår i släktet Malletia och familjen Malletiidae. Inga underarter finns listade i Catalogue of Life.